# Серрара-Фонтана
Серрара-Фонтана (італ. Serrara Fontana) — муніципалітет в Італії, у регіоні Кампанія, метрополійне місто Неаполь.
Серрара-Фонтана розташована на відстані близько 180 км на південний схід від Рима, 33 км на південний захід від Неаполя.
Населення — 3174 особи (2014).
Щорічний фестиваль відбувається 5 квітня. Покровитель — San Vincenzo Ferreri.

## Демографія
Населення за роками:

Станом на 1 січня 2023 року в муніципалітеті офіційно проживало 159 іноземців з 27 країн, серед них 68 громадян країн Євросоюзу та 26 громадян України.

## Сусідні муніципалітети
- Барано-д'Іскія
- Форіо